# 招展杜鹃
招展杜鹃（学名：Rhododendron megeratum）为杜鹃花科杜鹃花属下的一个种。

## 扩展阅读
- 維基物種上的相關：招展杜鹃